# Pseudanophthalmus ciliaris
Pseudanophthalmus ciliaris är en skalbaggsart som beskrevs av Valentine. Pseudanophthalmus ciliaris ingår i släktet Pseudanophthalmus och familjen jordlöpare. Inga underarter finns listade i Catalogue of Life.